# 相沢恋
相沢 恋（あいざわ れん、1990年7月7日 - ）は、日本のAV女優。ベルテックプロダクション所属。
身長:168cm。スリーサイズ:B83 (C) ・W58・H84cm。

## 略歴・人物
2012年6月にAVデビュー。高身長でスレンダーな体型のAV女優。

## 出演作品

### アダルトDVD
2012年
- FIRST IMPRESSION（6月1日、アイデアポケット）※デビュー作
- キレイなお姉さんのガチSEX4本番（7月1日、アイデアポケット）
- いきなりSEX えっ? 今ここでですか?（8月19日、アイデアポケット）
- 新卒ガールのヤリまくり就職戦線 シュウカツ!!（9月19日、アイデアポケット）
- 殉性ダッチワイフ（10月19日、アイデアポケット）
- 看護師痴漢電車（11月19日、アイデアポケット）
- リアル一般人カップル×真性中出し!! 3 生ハメ挿入1000回ピストンで顔射できたら300万円!!（12月20日、SODクリエイト）
- 大嫌いな人に抱かれるために自ら媚薬を飲んだ人妻（12月20日、ナチュラルハイ）
- 男のハートと股間を熱くする 挑発パンチラとSEX 積極的なオンナの子!覚悟してね!男子たち!（12月21日、TOY☆GIRL）

2013年
- 働くオンナ喰い 3 キャリアOLを喰い散らかす（1月1日、プレステージ）
- 若妻濡れた競泳水着（1月10日、ヒビノ）
- 手を出したら拒まれ仕方なく目の前で自家発電していたら女が発情してきた…さてどうする?（1月10日、AKNR）
- 他人チ●ポで妊娠したフィアンセ（1月10日、東京ティンティン+）
- 簡単に稼げる高額バイト紹介します 代官山・綺麗なお姉さん編（1月11日、S級素人）
- 僕の気になる綺麗なお姉さんは挑発がお好き（1月11日、TOY☆GIRL）
- 結婚式の打ち合わせに来た幸せ絶頂の新婚夫婦、美人妻の微妙なマリッジブルーにつけ込んで誘惑してみたら…人生最後の火遊びだと激しく燃え上がる!!（1月13日、はじめ企画）
- 矛盾 絶対に感じないと誓った女と絶対に感じさせる男（1月24日、AKNR）
- 日本中のお嬢さんを口説いてきた SOD伝説の秘密兵器! NEW マジックミラー号「ナンパ」SP Vol.3 難攻不落の高嶺の花 奇跡のCA（キャビンアテンダント）5人Get編 in 国際空港 2（2月7日、SODクリエイト）
- “SEX”したい女 究極スケベなスレンダー“BODY”（2月8日、メーテルホルモン）
- 麗しの美人OL 8時間 special 2（2月8日、BAZOOKA）
- 噂の激カワ優等生×素顔のセックス 過激度100% ガチすっぴん中出し（2月8日、First Star）
- 「ねぇ?あたしと一緒にチャットでいっぱ〜いHなことしよ♥」 制服美少女!ピチャピチャ潮吹きLIVEチャットオナニー 4時間DX vol.02（3月1日、グレイズ）
- 人間観察ドキュメント Q&A 11 ネットで話題の個人レッスン出張サービス。を、行っている美人講師を、強引にヤる。 5人検証の4時間。（3月1日、プレステージ）
- 痴漢された快感を忘れられずそのスリルをもう一度味わう為、ワザと混雑するバスに乗り込む 痴漢待ち娘（3月1日、DOC）
- 現役アナウンサーがお忍びで通う高級サロン盗撮（3月1日、変態紳士倶楽部）
- 丸の内OLが密かに通う股間トリートメント専門サロン（3月7日、AKNR）
- 女子校生15人オマ○コ指入れぴちゃぴちゃ自画撮りオナニー vol.10（3月20日、プリモ）
- 1人っきりにするのでディルドを使って貴方の本気（マジ）オナニーを見せて下さい!!（3月22日、最強）
- 息子の家庭教師は学歴もあって美人で俺達みたいなバカな男は相手にしてくれない高嶺の花だけど、ムリヤリ肉棒を押し込んだらヒイヒイ感じで声出しやがった。（3月23日、ヒビノ）
- 高身長 VS 低身長 SPECIAL 高身長美女達の淫らな大乱交（4月1日、ZUKKON/BAKKON）
- 発情接吻レズ痴漢（4月11日、ナチュラルハイ）
- ブラが浮く程の貧乳チラ見え女子は見られる事に興奮し、その羞恥心から股間を濡らす! 2（4月11日、DOC）
- 団地妻レズビアン 痴女百合に寝取られた孤独のノンケ（4月19日、アンナと花子）
- 日本の女性器大図鑑 私のオマ●コ見て下さい♥ 40人4時間DX vol.02（4月19日、グレイズ）
- 舞ワイフ 〜セレブ倶楽部〜 49（4月25日、AROUND）※「榎本美優」名義
- スーパーレディー 討伐編 洗脳編 凌辱編（4月26日、GIGA）
- バックファイヤー 2 四つん這いの体勢からシッポのように出たチ○ポ（5月1日、MOODYZ）
- 王道ヒロイン 電光戦隊パルサーピンク（5月10日、GIGA）
- ロリ専科 キミだけに語りかけ! ロリっ娘20人!オマ●コぴちゃぴちゃ指入れ自画撮りオナニー 4時間DX vol.06（5月17日、グレイズ）
- 夜道をひとり歩く仕事帰りのOLたちを狙ってレイプ（5月21日、MAD）
- 偶然2人きりになってしまった温泉で甥っ子の視線に欲情してしまった叔母が恥ずかしがりながらも裸を見せてきた（6月6日、ナチュラルハイ）
- 陵辱女教師・羞恥全裸授業（6月20日、ヒビノ）
- キミの家に本物中出し美人を派遣します。（6月25日、本中）
- つるつるサテン美女図鑑 サテン探偵おさわり事件簿（6月29日、JAMS）
- スーパーデジタルモザイク 敏感女学生 初撮り れん（7月7日、桃太郎映像出版）
- 街を歩いている素人の女の子を捕まえて、勃起したチ●ポをセンズリしているのをダラダラ見せ続けたら…（7月12日、BAZOOKA）
- スーパーデジタルモザイク NON STOP SEX 現役敏感☆女学生 れん 最初から最後までリアル★本生 真性中出し 27連発（8月7日、桃太郎映像出版）
- ドキュメント・レイプ（8月7日、アタッカーズ）

2014年
- お嬢様クロニクル 15 相沢恋
- セクシーコスプレ相沢恋 着エロコスプレイメージ8変化